# Getin Noble Bank (1990–2012)
Getin Noble Bank S.A. (d. Wschodni Bank Cukrownictwa S.A. (WBC), Noble Bank S.A.) – bank komercyjny działający w latach 1990–2012. W latach 1990–2006 jako bank uniwersalny z siedzibą w Lublinie, a w latach 2006–2010 jako bank wyspecjalizowany w bankowości prywatnej z siedzibą w Warszawie. W latach 2010–2012 ponownie jako bank uniwersalny.

## Historia

### Wschodni Bank Cukrownictwa
Założony w 1990 przez 18 cukrowni i Rolimpex. Działalność rozpoczął w 1991. 
W latach 1998–2000 zmuszony był do zawiązywania dodatkowych rezerw związanych z nieuczciwą działalnością partnerów biznesowych oraz rosnącą sumą kredytów ratalnych niespłacanych terminowo. 
W 2002, z uwagi na rosnące straty banku oraz udział kredytów nieregulowanych terminowo, Komisja Nadzoru Bankowego (KNB) zdecydowała o ustanowieniu zarządu komisarycznego w celu przeprowadzenia restrukturyzacji. Suma depozytów klientów banku przekraczała wówczas 1 mld zł. Z uwagi na wysokie ryzyko upadłości banku, Generalny Inspektorat Nadzoru Bankowego oraz Bankowy Fundusz Gwarancyjny (BFG) przedstawiły KNB oraz największym bankom komercyjnym działającym w Polsce dwa możliwe scenariusze rozwoju sytuacji w WBC: upadłość WBC i konieczność wypłaty jego klientom przez BFG depozytów do wysokości sumy gwarantowanej, albo przejęcie przez 12 największych banków kontroli nad WBC poprzez objęcie akcji banku. BFG miał udzielić tym bankom linii kredytowej umożliwiającej dokonanie tej operacji. 
Aby uniknąć konieczności dokonywania wysokich wpłat na rzecz BFG, banki zaakceptowały przedstawiony przez fundusz plan działania i wzięły udział w procesie sanacji WBC. W wyniku tak przeprowadzonego procesu emisji akcji WBC jego udziałowcami banku zostało 12 polskich banków pod względem sumy depozytów, czyli PKO Bank Polski, Pekao, Bank BPH, Bank Handlowy, Bank Zachodni WBK, ING Bank Śląski, Millennium, Bank Gospodarki Żywnościowej, Kredyt Bank, BRE, BOŚ i Raiffeisen Bank Polska. Ostatnie zmiany w akcjonariacie WBC miały miejsce w 2003. Od 2003 bankiem zarządzał Henryk Pietraszkiewicz.
Proces restrukturyzacji zakończył się w 2005 i umożliwił dokonanie sprzedaży banku. Kupcem został Getin Holding.

### Noble Bank
W 2005 Getin Holding zakończył proces przejęcia WBC. Licencja oraz kapitały banku zostały wykorzystane do stworzenia Noble Banku SA. Pierwsze placówki obsługujące klientów z segmentu bankowości prywatnej powstały w 2006. Prezesem banku pozostał Henryk Pietraszkiewicz, który tę funkcję pełnił wcześniej w lubelskim banku.
W 2007 Noble Bank zadebiutował na warszawskiej Giełdzie Papierów Wartościowych w Warszawie. 

### Getin Noble Bank
W styczniu 2009 zarządy Noble Banku i Getin Banku uzgodniły, a rady nadzorcze obu banków zaakceptowały Plan Połączenia Noble Banku SA i Getin Banku SA, w wyniku którego w styczniu 2010 powstał Getin Noble Bank SA – bank o charakterze w pełni uniwersalnym, dysponujący bogatą ofertą usług finansowych zarówno dla klientów indywidualnych, jak i przedsiębiorstw.
W ramach grupy Noble Banku działały: dom maklerski Noble Securities oraz Noble Funds TFI, we współpracy z którym bank oferował swoim klientom usługi z zakresu wealth managment.
W 2012 bank połączył się z Get Bankiem, który przejął jego majątek oraz nazwę.

## Nagrody i wyróżnienia
- „Najlepszy Bank w kategorii małych i średnich banków” – Gazeta Bankowa, 2009[18]
- „Finansowa Marka Roku” – Gazeta Finansowa, 2010[19]